# 浦町 (青森市)
浦町（うらまち）は、青森市中心部からやや南よりの地域にある大字。かつては、青森市街地中心部を含んでいたが、住居表示実施により範囲は狭まった。

## 地理
大字浦町は、かつて、藩政時代の港町青森の南端から、大字浜田の手前までの広大な地域を占めていたが、現在、大字浦町として残っている部分は比較的狭い区域である。字 橋本が青森信号場の敷地内の限られた区域に、字 奥野が青い森鉄道線南側の、国道103号と青森県道27号青森浪岡線の間にある。
字 橋本は、北を中央、東を浦町字奥野、南を桂木、西を大野字北片岡に接する。
字 奥野については、北は青い森鉄道線をはさんで奥野、東は荒川（堤川）をはさんで筒井、南は大字浜田、西は国道103号をはさんで桂木・緑に接する。細い道路の多い住宅地であるが、西端は道路の向かい側の緑・青葉地区とともに小売店等が立ち並ぶ、観光通りの郊外型商業地の一角をなしている。

## 交通
域内に関係する道路は次の通り
- 国道103号 – 前述のとおり、沿道は商店が多い。
- 青森県道27号青森浪岡線 – 東端近くを通る。

かつては東北本線浦町駅が町内にあったが、線路の移設に伴い、1968年7月に廃止された。なお、その駅の跡地は、住居表示実施により、橋本、あるいは堤町となっている。

### バス
（国道103号）
- 青森市営バス
  - 横内環状線
  - 浜田環状線
  - 学校教育センター線 など

- JRバス東北
  - 横内線（八甲田大橋経由）

（青森県道27号青森浪岡線）
- JRバス東北
  - 横内線（堤橋経由）

## 歴史
藩政時代から見える地名。津軽郡に属していた浦町村の領域であるが、一部は堤村・勝田村となっていた。小字には野脇・橋本・奥野が存在し、これらと同名の小字は堤・勝田両村にも存在した。ただし、堤村は1876（明治9）年頃、勝田はそれ以前に、浦町村に吸収されたとみられる。
- 1898年（明治22年） - 字 橋本・字 野脇が浦町村に属する。字 奥野は筒井村に属する。
- 1896年（明治30年） - 字 橋本・字 野脇が浦町村の合併により、青森町に属する。
- 1935年（昭和10年） - 字野脇の一部が松原町となる。
- 1936年（昭和11年) - 字橋本の一部が青森市横山町となる。
- 1955年（昭和30年） - 字 奥野は、筒井町（1957(昭和27)年に町制施行）の青森市への合併により、同市に属する。
- 1968年（昭和43年） - 青森市中部地区の住居表示実施により、字橋本・字野脇の各一部が本町一丁目・中央・橋本・堤町となる。
- 1970年（昭和45年） - 勝田地区の住居表示実施により、字野脇・字奥野の各一部が、中央四丁目・勝田・松原となる。
- 1991年（平成3年） - 奥野・幸畑地区の住居表示実施により、字奥野が奥野一～四丁目となる。
- 1996年（平成8年） - 青森市の奥野第一地区区画整理事業について、青森県知事から換地処分完了の公告が出されたのを受けて、町界・町名変更および地番整理が行われた。これに伴い、字奥野の一部が桂木・緑・青葉となった。

## 主な施設等
- 青森信号場 - 一部が字橋本・字奥野にかかる。
- 有料老人ホーム サニーライフ奥野
- おくのひがし公園